# وحدة تشكيل مستعمرة الحمر
وحدة تشكيل مستعمرة الصارية (اختصارًا CFU-E) هي وحدة تشكيل مستعمرة. ينشأ منها سليفات الأرومة الحمراء [الإنجليزية]

## روابط خارجية
- CFU-E في المكتبة الوطنية الأمريكية للطب نظام فهرسة المواضيع الطبية (MeSH).